# Ostfriesisch für Anfänger
Ostfriesisch für Anfänger ist eine deutsche Filmkomödie von Gregory Kirchhoff aus dem Jahr 2016 mit Dieter Hallervorden als Uwe Hinrichs in der Hauptrolle.
Am 27. Oktober 2016 lief die Filmkomödie in den deutschen Kinos an.

## Handlung
Der Plattdeutsch sprechende Uwe Hinrichs ist der Ansicht, der letzte Ostfriese zu sein. Das Haus des Eigenbrötlers wird gepfändet und eine Gruppe von Ausländern („Utländer“, wie Hinrichs sie nennt) wird dort für ein Deutsch-Integrationsseminar einquartiert. Die Teilnehmer kommen aus verschiedenen Ländern und möchten sich in Deutschland niederlassen, müssen dafür den Integrationstest bestehen. Durch Uwes Eingreifen kann der Gruppenleiter den Kurs nicht mehr übernehmen, stattdessen wird Uwe Hinrichs dazu verdonnert, das Seminar zu leiten.
Doch er bringt ihnen in einer Scheune Plattdeutsch bei und lässt die Teilnehmer für sich arbeiten. Er freundet sich mit dem muslimischen Abdullelah aus Beirut an, nachdem dieser sich als Schiffsingenieur zu erkennen gibt und Uwes leidenschaftliches Hobby, Buddelschiffe zu basteln, verbessern kann. Als Uwe ihm das Krabbenpulen vorführt, erfährt er von Abdullelahs großer Familie und dessen längst erworbenen Fähigkeiten im Pulen von Nordseekrabben. 
Doch der alte Seminarleiter greift ein, übernimmt den Kurs und verlegt ihn in einen anderen Ort. Die Teilnehmer sprechen mittlerweile alle gut Plattdeutsch, fallen aber deswegen beim Deutsch-Integrationstest durch. Uwe durchforstet nach einem Tipp die Gesetzestexte und findet die Europäische Charta der Regional- oder Minderheitensprachen. Diese hält er der Prüferin vor, so dass die Bewerber doch bestehen und die Erlaubnis bekommen, in Deutschland zu arbeiten. Sie finden Uwe beim Grab seiner Frau Elfriede vor und kaufen das Haus für ihn zurück. Uwe und Abdullelah eröffnen eine erfolgreiche Buddelschiffproduktion.
Im Abspann wird gezeigt, welche Berufe sie alle ergriffen haben bzw. wie ihr Privatleben weitergeht.

## Rezeption
- „Alles in allem ist ‚Ostfriesisch für Anfänger‘ ein unterhaltsamer Film, in dem mehr Tiefe steckt, als es auf den ersten Blick vielleicht scheint.“[2]

- „Eine Tragikomödie mit Integrationsschwerpunkt, die vor allem durch ihren konstruktiven und versöhnlichen Ansatz überzeugt.“[3]

- „Leider ist ‚Ostfriesisch für Anfänger‘ eher knallcharchig als subtil. […] Nur wegen Hallervorden läuft so ein Film überhaupt im Kino. ‚Ostfriesisch für Anfänger‘ wurde als Fernsehfilm konzipiert, und das sieht man ihm auch an. Dialoge wie aus einer Thesen-Talkshow. Fäkalhumor. Gags mit Ansage.“[4]

In der ersten Woche sahen den Film 13.000 Zuschauer.

## Zitate
„Meine Figur Uwe macht eine enorme Entwicklung durch. Das ist ein total griesgrämiger, in sich verschlossener, trauriger Mann, der sich gegen alles Fremde auflehnt und sofort die Schotten dichtmacht. Der merkt dann, als er die Fremden besser kennenlernt, dass es sich lohnt, gewonnene, gesicherte Erkenntnisse über Bord zu werfen, sich noch einmal zu öffnen, Vorurteile beiseitezuwerfen. Plötzlich bekommt er wieder Lebenslust, weil er merkt, dass Menschen anderer Hautfarbe und anderer Religion im tiefsten Inneren nur sind wie er selbst – nämlich Menschen.“ – Dieter Hallervorden